# Hässelmara
Hässelmara  är ett område i Ornö socken i Haninge kommun, beläget på den nordvästra delen av ön Ornö i Stockholms södra skärgård. 

## Historia
Platsen var bebodd redan på bronsåldern. Boplatsen som då låg innanför en grund mar indikeras av ett flertal fornlämningar som skärvstenshögar, kokgropar, röjrösen och gravar. Namnet Hässelmara kommer av den forna boplatsen bland hasseldungarna vid maren. 
På medeltiden bestod byn av de två torpen Östra samt Västra Hässelmara som tillhörde Tyska Orden. Därefter blev de frälsetorp under Årsta i Österhaninge socken. År 1690 flyttade Dalarös kaplan in i det östra torpet som därmed under många år blev Dalarö prästgård. 
Både Östra- och Västra Hässelmara brändes under rysshärjningarna 1719, men byggdes åter upp.

## Nutid
Området består av blandad terräng. Det finns ängar, åkrar skogsmark och stenpartier. Man kan ta sig runt på vägar av asfalt och grus, dock inte med bil på alla sträckor.
Idag bedrivs ett alternativt jordbruk med gårdsbutik och servering i Östra Hässelmara. Förutom loppisförsäljning kan man köpa blommor, grönsaker och fårskinnsprodukter. På gården hålls även en traditionell julmarknad varje år där man kan köpa allt möjligt. 

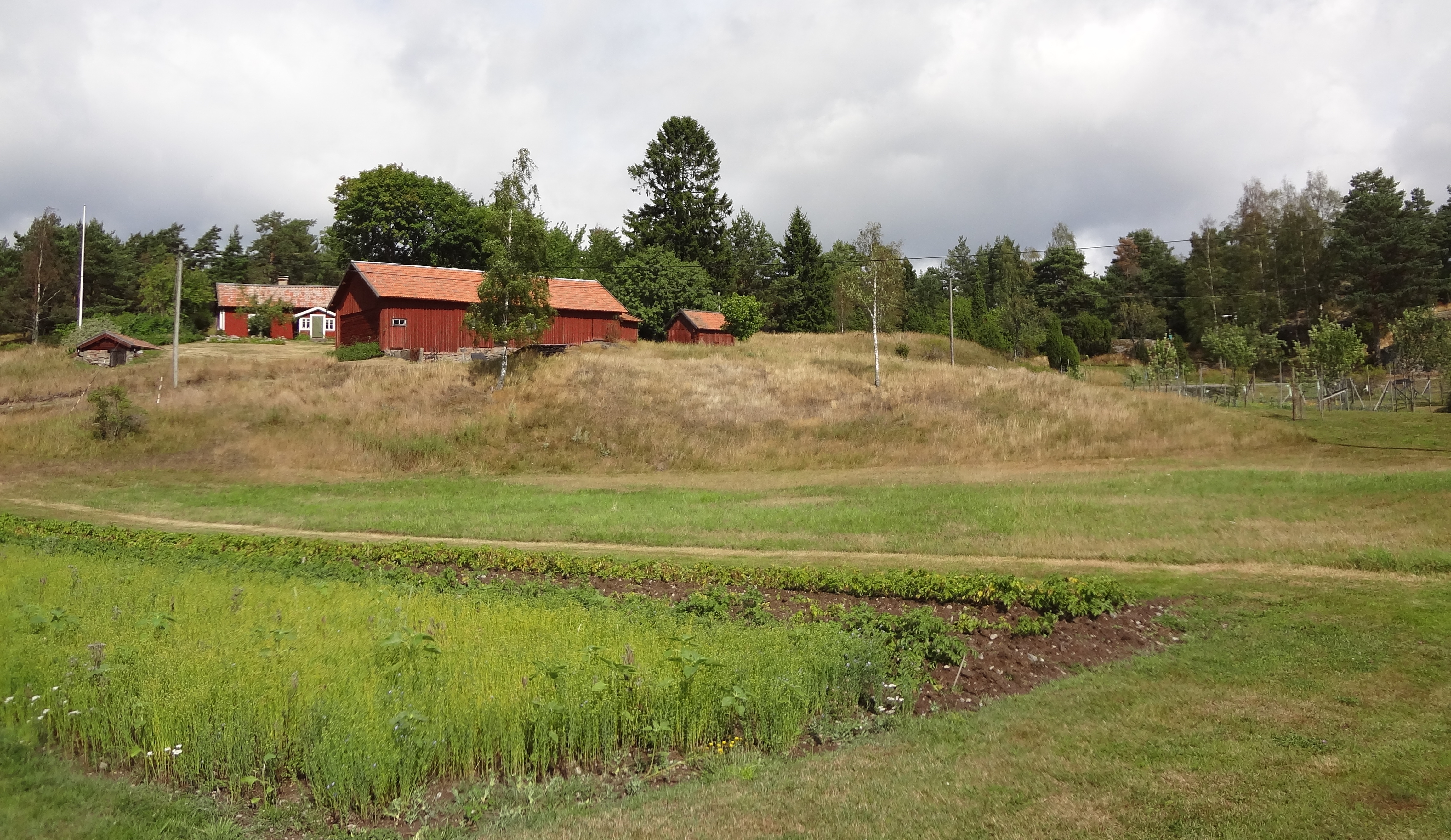
Gården vid västra Hässelmara.

Nära gården ligger Hässelmara brygga som är en av Vägverkets allmänna bryggor med reguljär båtförbindelse till Dalarö. Där finns även taxibåten Romina. Från Hässelmara brygga går en bussförbindelse över nästan hela Ornö och ner till Lättinge brygga.

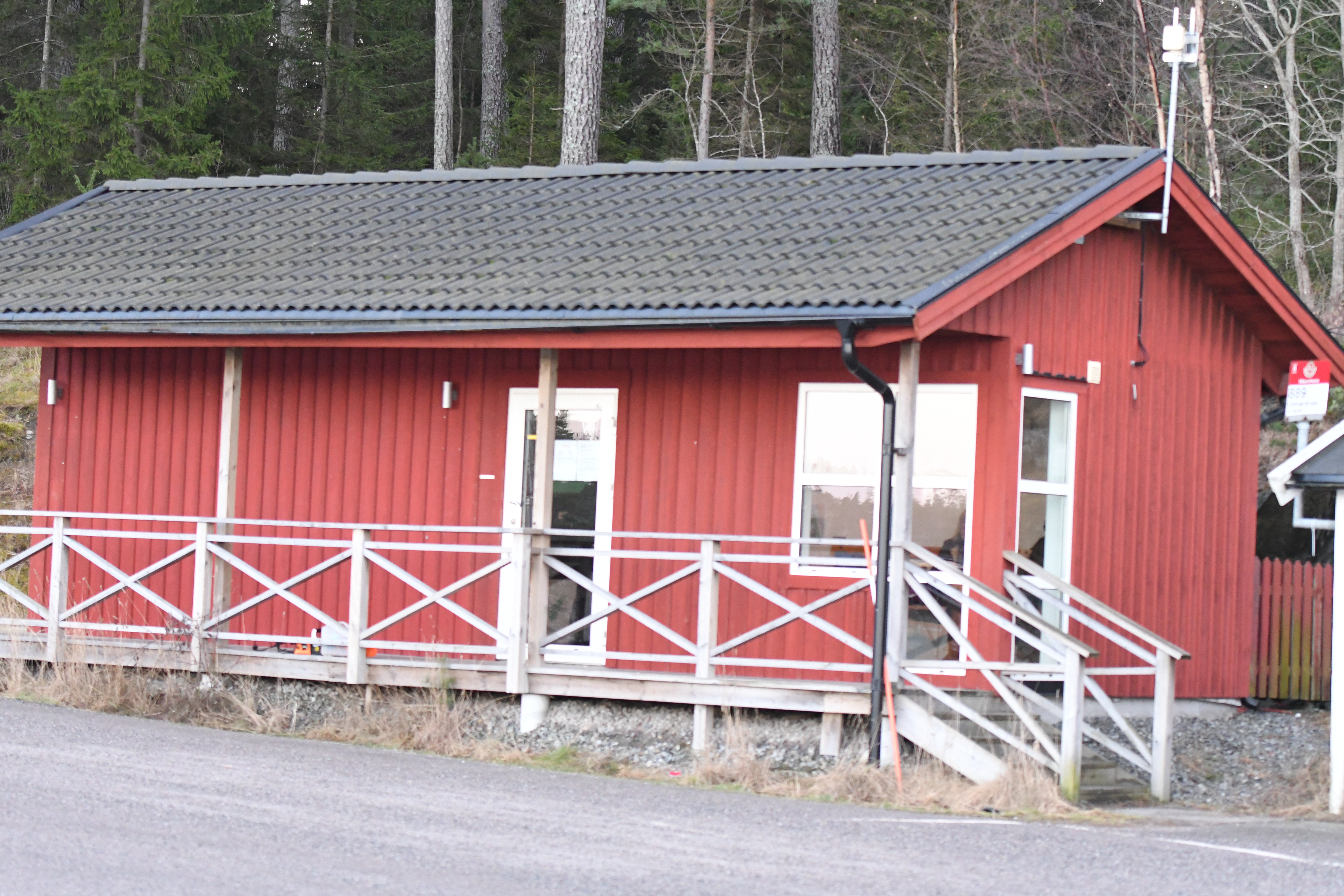
Väntkur vid färjeläget.